# أليس سارجنت جونسون
أليس سارجنت جونسون (بالإنجليزية: Alice Sargent Johnson)‏ هي رسامة توضيحية أمريكية، ولدت في 1882، وتوفيت في 1951.